# Liesneria faveolata
Liesneria faveolata är en tvåhjärtbladig växtart som först beskrevs av Francisco Javier Fernández Casas, och fick sitt nu gällande namn av Francisco Javier Fernández Casas. Liesneria faveolata ingår i släktet Liesneria och familjen Loganiaceae. Inga underarter finns listade i Catalogue of Life.